# Costanzo di Perugia
Costanzo di Perugia (... – Foligno, 170 circa) fu il primo vescovo di Perugia, martirizzato al tempo delle persecuzioni dell'imperatore Marco Aurelio nei confronti dei cristiani. Viene venerato come santo della Chiesa cattolica che lo ricorda il 29 gennaio.

## Agiografia
Secondo la tradizione, durante la persecuzione di Marco Aurelio, fu condotto per mano di alcuni soldati davanti al console Lucio e barbaramente flagellato, quindi immerso nell'acqua bollente, da dove uscì miracolosamente illeso. Ricondotto in carcere, convertì i suoi custodi, che lo aiutarono a fuggire. Rifugiatosi a casa di Anastasio, cristiano, fu con questo di nuovo arrestato e decapitato nella città di Foligno.
Le diverse redazioni della Passio sono concordi nell'assegnare il suo martirio al tempo di Marco Aurelio in una località presso Foligno denominata il Trivio (prob. Trevi). Il santo perugino aveva infatti in questa città, vicino a Porta Romana, una chiesa che, secondo Ludovico Jacobilli, fu demolita nel 1527. Questo afferma inoltre che, al suo tempo, tale località era chiamata ancora campagna di San Costanzo.

## Culto
Tutte le redazioni della Passio affermano che il corpo del santo, dopo il martirio, fu portato a Perugia e sepolto non lontano dalla città in un luogo detto Areola fuori Porta S. Pietro, dove venne costruita la prima cattedrale di Perugia. In questo medesimo luogo fu eretta l'attuale chiesa di San Costanzo consacrata, secondo un'iscrizione esistente nell'antico altare, nel 1205 dal vescovo di Perugia, Viviano. Questo edificio venne restaurato nel 1888 dall'architetto perugino Guglielmo Calderini.
All'intercessione di san Costanzo furono attribuiti in particolare due miracoli: una donna affetta da completa cecità si fece portare ai piedi del santo per ricevere la benedizione e implorare aiuto e dopo la sua benedizione, si dice che la donna riacquistò completamente la vista; il secondo miracolo riguarda invece un nobile perugino di nome Crescenzio, sofferente da molti anni di inguaribile paralisi degli arti inferiori, il quale, sospinto da viva fede, andò da Costanzo e, avutane la benedizione, fu risanato immediatamente.
Il culto di san Costanzo da Perugia si diffuse anche fuori l'Umbria. Nel 1781 fu fatta una ricognizione delle sue reliquie e nel 1825, con grande solennità, si eseguì la traslazione delle medesime dal vecchio al nuovo altare, sempre nella attuale chiesa di San Costanzo.
Tradizione vuole che ogni anno, durante la festa di San Costanzo, le ragazze nubili vadano nella chiesa di San Costanzo per chiedere se si sposeranno entro l'anno: la leggenda dice che, se guardando il gioco di luci riflesse sull'immagine del santo si ha l'impressione che san Costanzo abbia fatto l'occhiolino, significa che le nozze ci saranno, altrimenti, per consolazione, il fidanzato regalerà alla ragazza il tipico dolce, il "Torcolo di San Costanzo". Per tradizione medievale, "l'occhiolino" può essere visto solo da ragazze nubili vergini.
È venerato dalla Chiesa cattolica come santo e patrono di Perugia, assieme a san Lorenzo e sant'Ercolano.
La commemorazione liturgica ricorre il 29 gennaio.